# Andaluzia Luca
Andaluzia Luca (n. 25 februarie 1971) este un fost deputat român, ales în 2016. Aleasă din postura de consilier local în municipiul Tulcea, mandatul Andaluziei Luca a fost validat și ea a depus jurământul, dar a demisionat după doar câteva zile, pentru a rămâne viceprimar (2016-2020) al municipiului Tulcea.
Andaluzia Luca este de profesie inginer minier, absolventă a Universității Tehnice Petroșani, Facultatea de Mine - Grupa de aprofundare Ingineria mediului, promoția 1996. Este printre puținele femei artificier din țară.